# Капела (Хорватія)
45°59′ пн. ш. 16°51′ сх. д. / 45.98° пн. ш. 16.85° сх. д.
Капела (хорв. Kapela) — громада і населений пункт у Беловарсько-Білогорській жупанії Хорватії.

## Населення
Населення громади за даними перепису 2011 року становило 2 984 осіб. Населення самого поселення становило 428 осіб.
Динаміка чисельності населення громади:
Динаміка чисельності населення центру громади:

## Населені пункти
Крім поселення Капела, до громади також входять:
- Баботок
- Ботинаць
- Доні Мости
- Горнє Зделиці
- Горні Мости
- Ябучета
- Кобасичари
- Лаличі
- Липово-Врдо
- Нова Диклениця
- Нові Скуцани
- Павлин Клоштар
- Полянчани
- Прнявор
- Решковці
- Средиці Горнє
- Средня Диклениця
- Средні Мости
- Станичі
- Стара Диклениця
- Старчевляни
- Старі Скуцани
- Шиптарі
- Тврда Река
- Висові